# Exécutif d'Irlande du Nord
L’Exécutif d'Irlande du Nord (en anglais : Northern Ireland Executive ; en irlandais : Feidhmeannas Thuaisceart Éireann) est la branche exécutive du gouvernement dévolu d'Irlande du Nord. Il est responsable devant l'Assemblée d'Irlande du Nord et fonctionne selon un système de partage du pouvoir entre unionistes et nationalistes.
L'Exécutif a été créé par la loi sur l'Irlande du Nord de 1998 qui fait suite à l'accord du vendredi saint. Il est dirigé par le Premier ministre et le vice-Premier ministre, l'un étant unioniste et l'autre nationaliste.
Son siège est établi au château de Stormont, situé à l'est de Belfast.

## Structure
Contrairement au système de Westminster, qui ne nécessite que le soutien d'une majorité de parlementaires, les fonctions ministérielles de l'Exécutif nord-irlandais sont distribuées entre tous les partis ayant une importante représentation au sein de l'Assemblée. Le nombre de ministères pour chaque formation est déterminé grâce à la proportionnelle suivant la méthode d'Hondt. De ce fait, les principaux partis ne peuvent être exclus de la participation au gouvernement et le partage du pouvoir (power-sharing) se trouve renforcé.
L'Exécutif ne peut fonctionner si l'un des plus grands partis refuse d'y prendre part dans la mesure où les postes de Premier ministre et vice-Premier ministre leur sont attribués. Cependant, les autres formations ne sont pas tenues de participer à l'Exécutif, même si elles ont la capacité de le faire. Dans cette situation, elles peuvent rester dans l'opposition.

## Histoire
Chacune des élections qui s'est tenue depuis la création de l'Assemblée d'Irlande du Nord en 1998, a donné naissance à un exécutif, ou un exécutif potentiel, constitué par les quatre principaux partis politiques d'Irlande du Nord : le Parti unioniste démocrate (DUP), le Sinn Féin, le Parti social-démocrate et travailliste (SDLP) et le Parti unioniste d'Ulster (UUP) dont le nombre de postes a varié en fonction de leurs résultats électoraux.
Le premier Exécutif a été formé le 2 décembre 1999 avec le poste de Premier ministre revenant à l'UUP et celui de vice-Premier ministre au SDLP. Il a été suspendu quelques mois pendant l'année 2000 puis pour une durée indéfinie le 15 octobre 2002 à la suite de la démission du Premier ministre causée par une enquête du Service de Police d'Irlande du Nord (PSNI) sur un éventuel groupe d'espions de l'Armée républicaine irlandaise (IRA) au sein du palais de Stormont.
La suspension des institutions a pris fin le 8 mai 2007 avec la formation du second Exécutif dont la direction a été confiée au DUP et au Sinn Féin. Au cours de la période d'interruption, les pouvoirs de l'Exécutif étaient exercés par le secrétaire d'État pour l'Irlande du Nord, membre du gouvernement britannique.
À la suite des élections législatives du 5 mai 2016, un exécutif est constitué par une coalition consociationaliste entre le Parti unioniste démocrate (DUP) et le Sinn Féin (SF).
En janvier 2017, cet exécutif est dissous à la suite du scandale « Cash for ash ». Les élections régionales de mars 2017 n'ayant pas permis de former un nouvel exécutif, le pouvoir reste vacant.
Le 11 janvier 2020, à la suite d'un accord survenu la veille, un nouvel exécutif est mis en place, dirigé par Arlene Foster comme Première ministre et Michelle O'Neill comme vice-Première ministre.
Le 17 juin 2021, à la suite de la démission d'Arlene Foster, Paul Givan lui succède comme premier ministre avant de démissionner le 4 février 2022. Les autres ministres demeurent en fonction mais avec des pouvoirs limités jusqu'au 27 octobre suivant, date à laquelle le blocage des institutions entraîne la fin de leurs fonctions et la possibilité de convoquer des élections anticipées.

## Départements gouvernementaux
L'exécutif comprend un bureau et huit départements gouvernementaux : 
- Bureau exécutif ;
- Département des Finances ;
- Département de l'Éducation ;
- Département de l'Économie ;
- Département de la Santé ;
- Département des Communautés ;
- Département des Infrastructures ;
- Département de l'Agriculture, de l'Environnement et des Affaires rurales ;
- Département de la Justice.